# Internationella domstolen i Haag

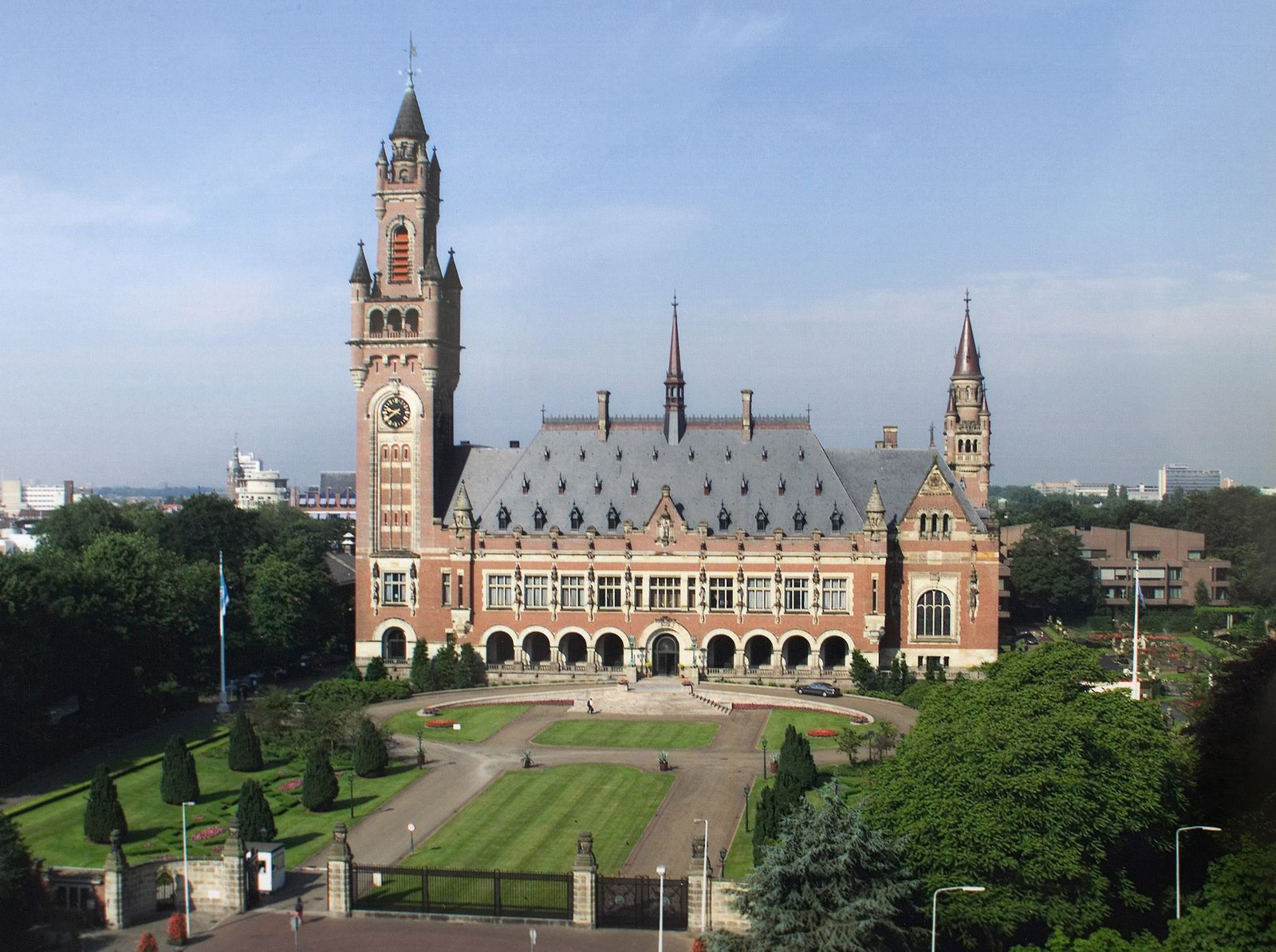
Fredspalatset, där Internationella domstolen har sitt säte.

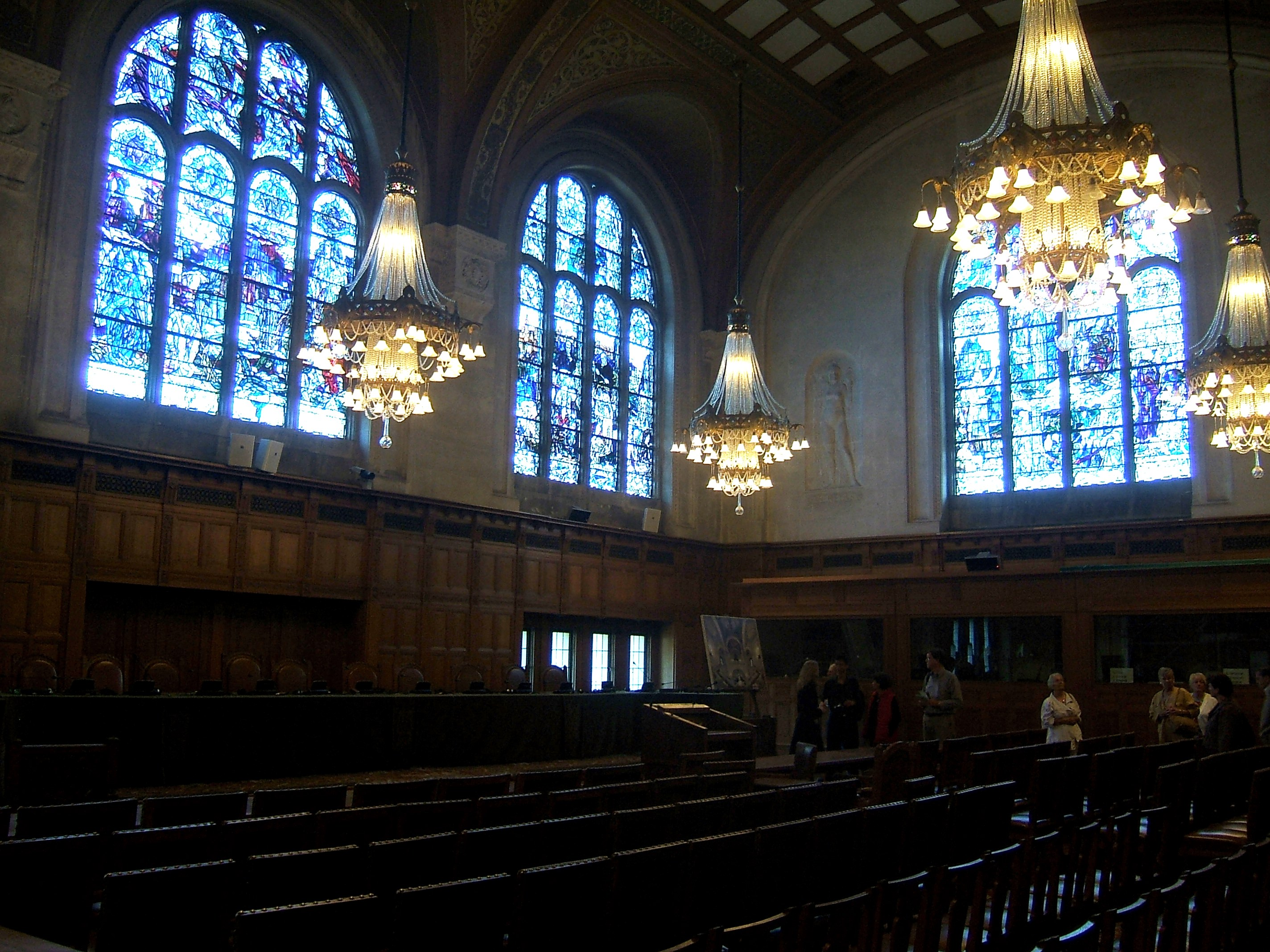
Sessionssalen.

Internationella domstolen (engelska: International Court of Justice, ICJ, franska: Court internationale de justice, CIJ) är en internationell domstol och ett av Förenta nationernas sex huvudorgan. Domstolen har säte, kansli och sessionssalar i Fredspalatset i Haag i Nederländerna. Domstolens huvuduppgift är att avgöra rättstvister som stater hänskjutit dit och att avge rådgivande yttranden i juridiska frågor på begäran av behöriga internationella organ, myndigheter och FN:s generalförsamling.

## Verksamhet
Internationella domstolen upprättades 1945 genom FN-stadgan för att året därpå överta de uppgifter som den Fasta mellanfolkliga domstolen (Permanenta internationella domstolen) tidigare hade haft. Domstolen och dess verksamhet regleras främst genom Internationella domstolens stadga.
Domstolen arbete innefattar många rättsliga fall, men trots det har domstolen behandlat relativt få fall. Sedan 1980-talet har det dock blivit vanligare att använda domstolen, främst bland utvecklingsländer. Efter att domstolen fastslagit att USA:s förtäckta krig mot Nicaragua stod i strid med folkrätten, drog sig USA undan från domstolens tvingande jurisdiktion 1986. USA godtar domstolens jurisdiktion endast från fall till fall. Kapitel XIV i FN-stadgan ger FN:s säkerhetsråd rätt att framtvinga de beslut som domstolen fattat. Detta kan emellertid hindras med det veto som säkerhetsrådets fem permanenta medlemmar har.

## Sammansättning
Internationella domstolen består av femton ledamöter (domare), valda på nio år av FN:s generalförsamling och FN:s säkerhetsråd från en lista med personer föreslagna av Permanenta skiljedomstolens nationella grupper. Valets tillvägagångssätt föreskrivs i artikel 4–19 i domstolens stadga. En ledamot kan maximalt inneha uppdraget i tre mandatperioder. För att säkerställa domstolens kontinuitet äger val rum var tredje år, varvid fem ledamöter tillsätts. Sture Petrén är den ende svensk som varit ledamot i Internationella domstolen (1968–1976).
Om en domare skulle avlida i ämbetet, väljs vanligtvis en ny domare av samma nationalitet för återstoden av mandatperioden. Det kan aldrig finnas mer än en ledamot av samma nationalitet vid samma tidpunkt. Enligt artikel 9 i domstolens stadga ska domstolen som helhet representera ”civilisationens olika huvudformer och världens främsta rättssystem”. Huvudsakligen har det inneburit common law, civil law och socialistisk rätt (nu postkommunistisk rätt). Sedan dess tillkomst har fyra av säkerhetsrådets fem permanenta medlemmar (Frankrike, Sovjetunionen/Ryssland, Storbritannien och USA) alltid haft en domare vid domstolen. Kina (Republiken Kina fram till 1971, Folkrepubliken Kina sedan 1971) hade ingen domare 1967–1985, eftersom man inte föreslog någon kandidat. Regeln om geopolitisk sammansättning av domstolen är inte föreskriven i dess stadga.
Domstolens beslut och rådgivande yttranden fattas medelst majoritetsprincipen, där lika röstetal avgörs av domstolspresidentens utslagsröst. Domare kan till protokollet foga en redogörelse för sin särskilda mening i fall där domstolens utslag inte beslutats med enhällighet.

### Ad hoc-domare
Ad hoc-domare är domare som väljs in till ett specifikt omtvistat mål, den väljs ofta in på begäran av det land i tvisten som inte har någon av sin nationalitet i domstolen. Men ett land som redan har en ordinarie domare i domstolen inte får sätta in en till. Anledningen till att varje land får ha en ad hoc-domare är att dessa röster ska ta ut sig i en omröstning. Detta gör att domstolen kan ha upp till sjutton domare på ett fall. Ad hoc-domare regleras under Artikel 31.
Ad hoc-domare är något som på senare år har blivit vanligt i den internationella domstolen.

### Kammare
Domstolen sammanträder i allmänhet i plenum, men under de senaste femton åren har de ibland sammanträtt i mindre konstellationer. Artiklarna 26–29 i stadgan ger domstolen möjlighet att bilda mindre kamrar, vanligen med tre eller fem domare, för förhör.
Två typer av kamrar planeras i artikel 26. För det första lokaler för särskilda kategorier av fall och för det andra bildandet av ad hoc-avdelningar för att höra särskilda tvister. 1993 inrättades en särskild kammare, enligt artikel 26.1 i stadgarna, detta för att specifikt behandla miljöfrågor (även om denna kammare aldrig har använts).

### Nuvarande sammansättning
Sammansättningen är denna sedan 6 februari 2024:
| Namn                          | Nation     | Position       | Vald | Mandatperiodens slut |
| ----------------------------- | ---------- | -------------- | ---- | -------------------- |
| Nawaf Salam                   | Libanon    | President      | 2018 | 2027                 |
| Julia Sebutinde               | Uganda     | Vice-President | 2012 | 2030                 |
| Peter Tomka                   | Slovakien  | Domare         | 2003 | 2030                 |
| Ronny Abraham                 | Frankrike  | Domare         | 2005 | 2027                 |
| Abdulqawi Ahmed Yusuf         | Somalia    | Domare         | 2009 | 2027                 |
| Xue Hanqin                    | Kina       | Domare         | 2010 | 2030                 |
| Dalveer Bhandari              | Indien     | Domare         | 2012 | 2027                 |
| Iwasawa Yuji                  | Japan      | Domare         | 2018 | 2030                 |
| Georg Nolte                   | Tyskland   | Domare         | 2021 | 2030                 |
| Hilary Charlesworth           | Australien | Domare         | 2021 | 2030                 |
| Leonardo Nemer Caldeira Brant | Brasilien  | Domare         | 2012 | 2027                 |
| Juan Manuel Gómez Robledo     | Mexiko     | Domare         | 2024 | 2033                 |
| Sarah H. Cleveland            | USA        | Domare         | 2024 | 2033                 |
| Bogdan-Lucian Aurescu         | Rumänien   | Domare         | 2024 | 2033                 |
| Dire Tladi                    | Sydafrika  | Domare         | 2024 | 2033                 |

## Förfarande
Den internationella domstolen har av FN fått befogenheten att bestämma sina egna regler. De återfinns i Rules of Court of the International Court of Justice 1978, och ändrades i september 2005.
Fall som ställs inför den internationella domstolen kommer att följa ett standardmönster. Fallet skall lämnas in av den sökande som lämnar en skriftlig promemoria om grunden för domstolens ingripande. Svaranden kan godta domstolens ingripande och lämna en egen promemoria på sakförhållandena i ärendet.

## Rådgivning
Domstolen kan hjälpa FN: organ och byråer på begäran från dessa om hjälp för att avgöra komplicerade juridiska frågor som kan falla under deras respektive mandat. Detta är endast rådgivning de kan ge, ett exempel är domstolens yttrande på kärnvapen som begärdes av Världshälsoorganisationen.[källa behövs]